# Joanna Wołosz

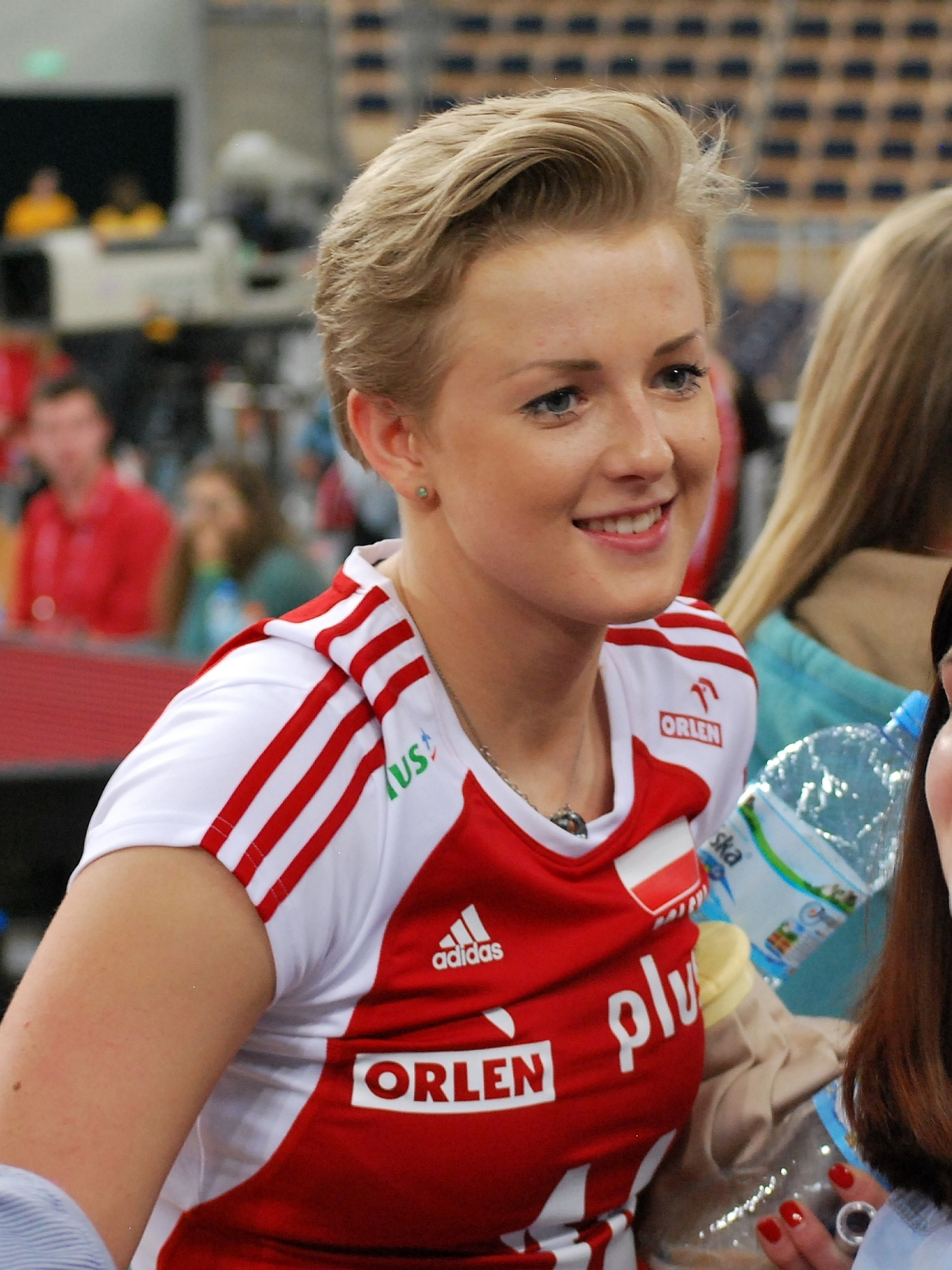
Joanna Wołosz reprezentantką Polski w 2014 roku

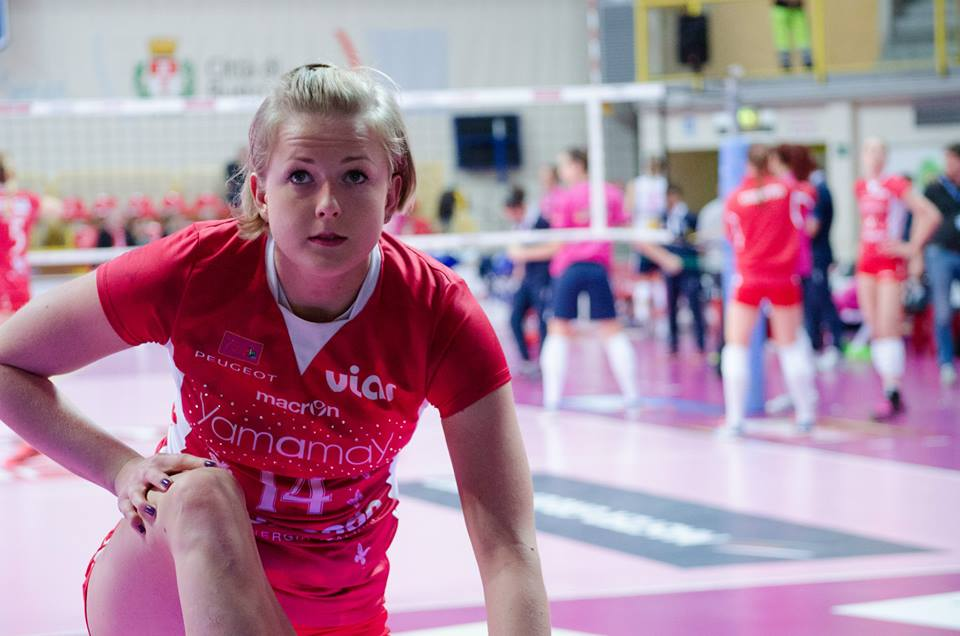
Joanna Wołosz zawodniczką Unendo Yamamay Busto Arsizio w sezonie 2014/2015

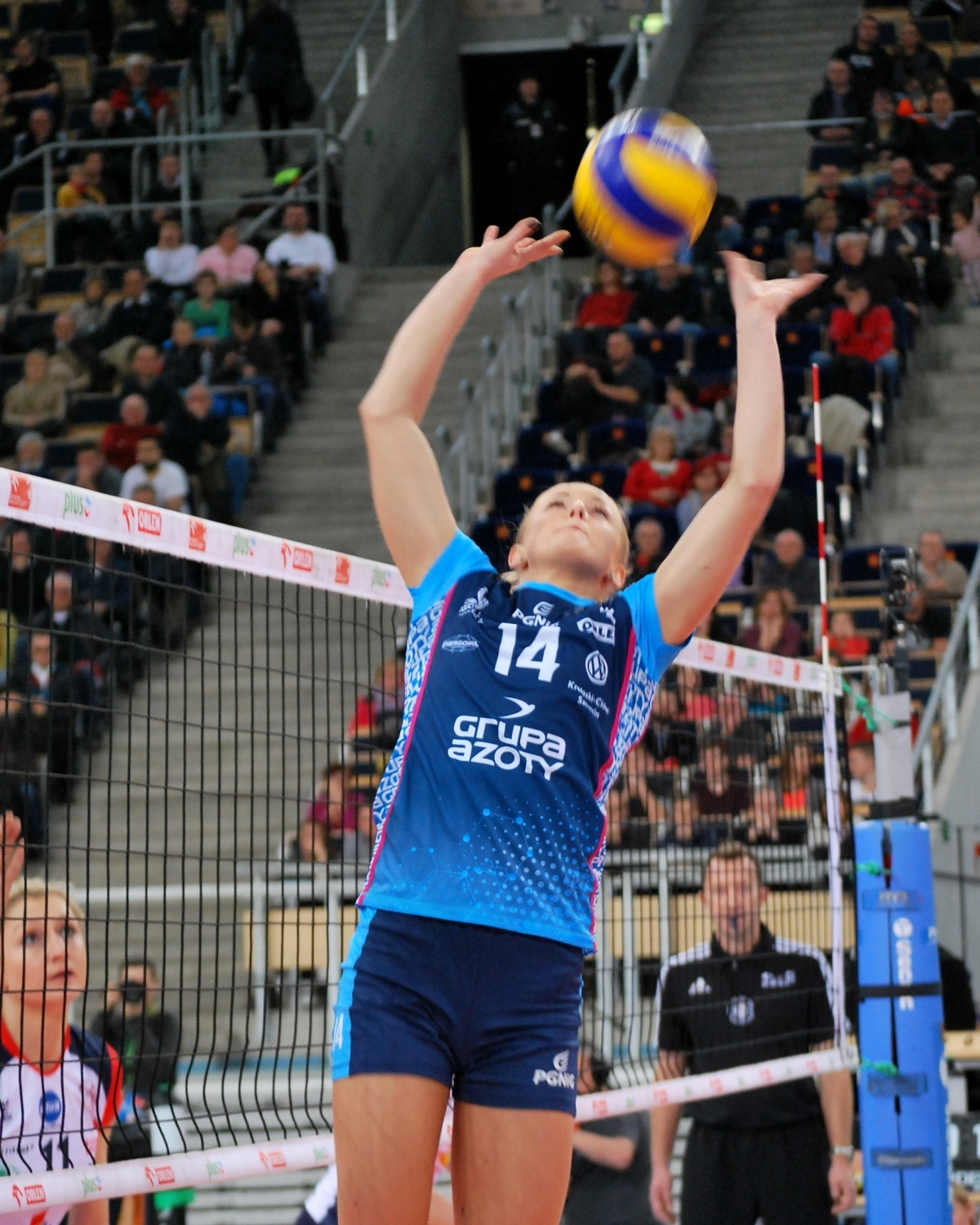
Joanna Wołosz zawodniczką Chemika Police w sezonie 2015/2016

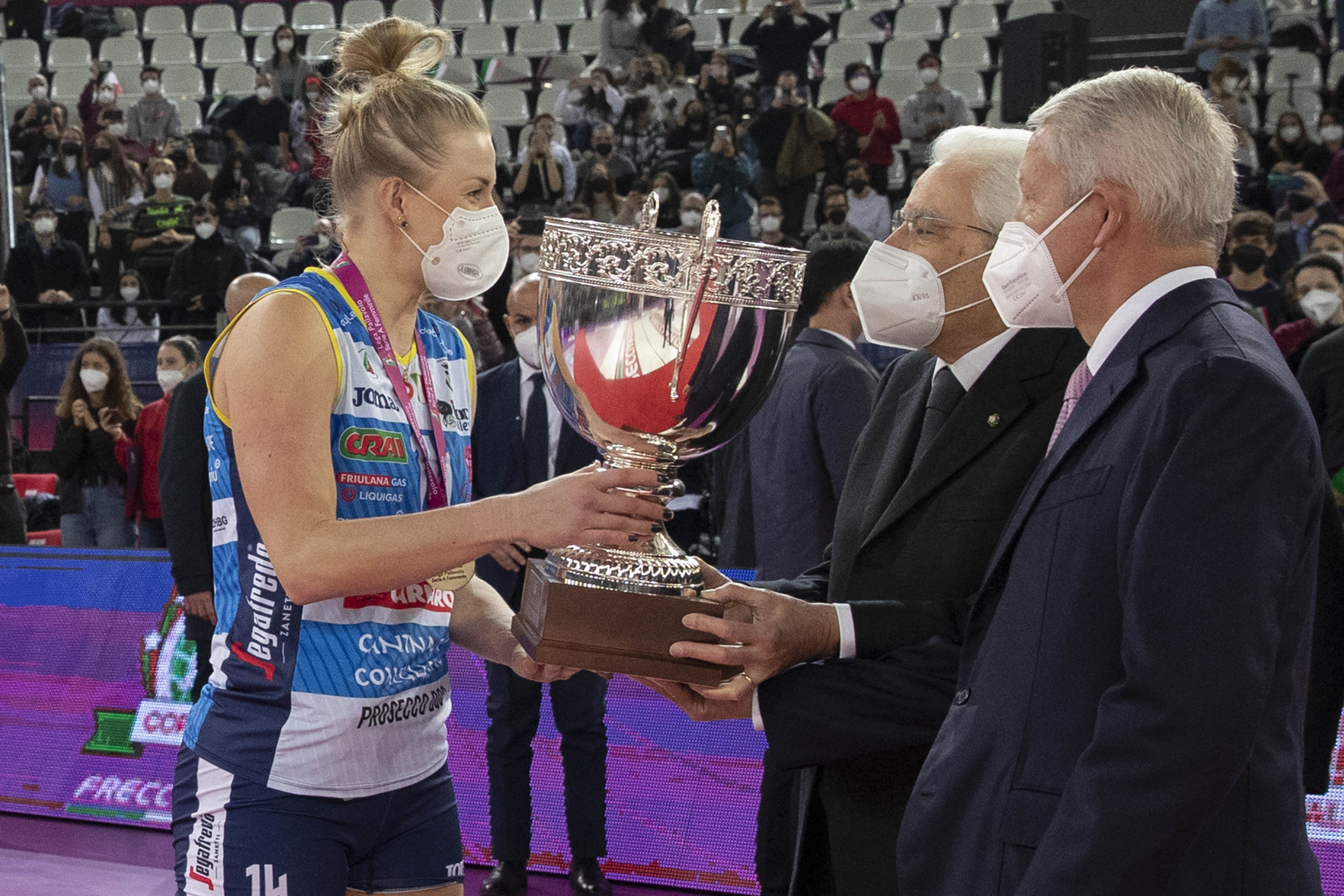
Joanna Wołosz jako kapitan Imoco Volley Conegliano odbiera puchar za wygranie Pucharu Włoch 2022

Joanna Wołosz (ur. 7 kwietnia 1990 w Elblągu) – polska siatkarka grająca na pozycji rozgrywającej, reprezentantka Polski juniorek i seniorek.
Jej starszy brat, Maciej, również jest siatkarzem.

## Życiorys
Ukończyła Szkołę Podstawową nr 25 w Elblągu i Gimnazjum nr 6 w Elblągu. Jej pierwszym trenerem był Andrzej Jewniewicz. Karierę sportową zaczęła w miejscowym Truso Elbląg. Od 2006 roku grała w barwach Gedanii Gdańsk i uczęszczała do Szkoły Mistrzostwa Sportowego w Sosnowcu. W Gedanii Gdańsk, zdobyła mistrzostwo kadetek oraz wicemistrzostwo juniorek, także 2008 roku zdobyła mistrzostwo Polski juniorek. W 2009 roku wywalczyła awans do mistrzostw Świata juniorek. Była pierwszą rozgrywającą kadry juniorek. W 2010 została powołana przez trenera reprezentacji Polski seniorek – Jerzego Matlaka na turniej Volley Masters Montreux i na Mistrzostwa Świata.
W trakcie sezonu 2021/2022 osiągnęła rekordowy wyczyn w klubowej siatkówce. Jej drużyna Imoco Volley Conegliano od grudnia 2019 roku do 21 listopada 2021 rozegrała 74 mecze i wygrała wszystkie. Triumfowała we wszystkich pięciu rozgrywkach, w których uczestniczyła – w Superpucharze Włoch, Pucharze Włoch, Mistrzostwach Włoch, Lidze Mistrzyń i w Klubowych Mistrzostwach Świata.
6 sierpnia 2024 bezpośrednio po porażce siatkarskiej, kobiecej drużyny Polski z USA (0:3) w ćwierćfinale Igrzysk Olimpijskich w Paryżu, ogłosiła zakończenie swojej kariery reprezentacyjnej.

## Sukcesy klubowe

### młodzieżowe
Mistrzostwa Polski Kadetek:
- 2007

Mistrzostwa Polski Juniorek:
- 2008
- 2007

### seniorskie
Mistrzostwo Włoch:
- 2018, 2019, 2021, 2022[10], 2023[11], 2024[12], 2025[13]
- 2014

Liga Mistrzyń:
- 2021, 2024[14], 2025[15]
- 2015, 2019, 2022[16]
- 2018

Superpuchar Polski:
- 2015

Puchar Polski:
- 2016, 2017

Mistrzostwo Polski:
- 2016, 2017

Superpuchar Włoch:
- 2018, 2019, 2020, 2021, 2022[17], 2023[18], 2024[19]

Klubowe Mistrzostwa Świata:
- 2019, 2022[20], 2024[21]
- 2021

Puchar Włoch:
- 2020, 2021, 2022[22], 2023[23], 2024[24], 2025[25]

## Sukcesy reprezentacyjne
Liga Europejska:
- 2014

Igrzyska Europejskie:
- 2015

Liga Narodów:
- 2024[26]

## Nagrody indywidualne, wyróżnienia
- 2011: Miss Pucharu Borysa Jelcyna 2011
- 2016: Najlepsza rozgrywająca turnieju finałowego Pucharu Polski
- 2017: Najlepsza rozgrywająca turnieju finałowego Pucharu Polski
- 2018: MVP finału włoskiej Serie A w sezonie 2017/2018
- 2018: Najlepsza rozgrywająca turnieju finałowego Ligi Mistrzyń
- 2019: Najlepsza rozgrywająca Klubowych Mistrzostw Świata
- 2020: Najlepsza rozgrywająca Europejskiego Turnieju Kwalifikacyjnego do Letnich Igrzysk Olimpijskich 2020
- 2020: MVP turnieju finałowego Pucharu Włoch
- 2021: Najlepsza rozgrywająca Klubowych Mistrzostw Świata
- 2022: MVP Superpucharu Włoch
- 2022: Najlepsza rozgrywająca Klubowych Mistrzostw Świata
- 2023: MVP Superpucharu Włoch[27]
- 2024: MVP turnieju finałowego Pucharu Włoch
- 2024: Najlepsza rozgrywająca Klubowych Mistrzostw Świata[28]